# Lecturas de amor (Petroccelli)
Lecturas de amor (italiano: Letture d'amore) es una pintura realizada por el pintor italiano Vincenzo Petrocelli (1823–1896), uno de los principales exponentes del Romanticismo en Italia. La obra, fechada aproximadamente en 1870, es un ejemplo significativo de su arte y del tratamiento emocional de los sujetos, característico de su producción artística.

## Descripción
"Lecturas de amor" representa una escena de gran intensidad emocional. Una joven mujer está leyendo una carta de amor a un enamorado, quien, cautivado por la emoción, se lleva una mano al corazón. La escena tiene lugar en un lujoso salón nobiliario, típico de la Sicilia de la época, donde el entorno elegante y refinado ayuda a enfatizar la pasión y la solemnidad del momento. La mujer parece sumida en su gesto de lectura, mientras que el hombre, visiblemente conmovido, reacciona con un gesto que expresa la intensidad del sentimiento.
La obra está caracterizada por una atmósfera de cortesía, romanticismo y nobleza, con un juego delicado de luces y sombras que resalta la belleza de los personajes y la intensidad de la escena. La interacción entre los dos protagonistas, así como los detalles de sus ropas y el mobiliario del salón, reflejan la cultura aristocrática siciliana del siglo XIX.

## Técnica y Estilo
La obra está realizada con la técnica del óleo sobre lienzo, una elección que permite a Petrocelli lograr una representación detallada y refinada de los tejidos y los rasgos faciales. La paleta de colores cálidos, unida a una iluminación delicada, otorga al cuadro una sensación de intimidad y calidez. La elección de situar la escena dentro de un salón nobiliario, enriquecido con detalles de los muebles y la vestimenta de los personajes, refuerza la atmósfera de elegancia y refinamiento.
El formato ovalado de la obra añade un toque de gracia y simetría, otorgando a la pintura una apariencia casi romántica y soñadora. Este formato, que evoca la imagen de un retrato, también ayuda a centrar la atención en la interacción entre los dos protagonistas.

## Contexto Histórico
El Romanticismo, movimiento artístico y cultural que alcanzó su apogeo en el siglo XIX, se distinguió por su interés en la expresión de las emociones individuales y por una visión más subjetiva de la realidad. Los artistas románticos a menudo se centraban en temas de soledad, pasión y naturaleza, buscando explorar la profundidad del alma humana. En Italia, el Romanticismo se desarrolló en un contexto de fuerte agitación política y cultural, con una atención particular a la figura del artista como individuo sensible y rebelde ante las convenciones de la sociedad.
Petrocelli, como otros pintores románticos italianos, contribuyó a definir este movimiento en Italia con obras que exploraban las emociones, los sentimientos y la interioridad de los sujetos. Su producción se caracteriza por la delicadeza de los temas tratados y por un equilibrio entre el realismo y la idealización.

## Voces Correlativas
- Vincenzo Petrocelli
- Romanticismo
- Arte romántico